# スーパー特撮大戦2001
『スーパー特撮大戦2001』（スーパーとくさつたいせん2001）は、2001年9月6日にバンプレストから発売されたPlayStation用ゲーム。

## 概要
同社から発売されている、ロボットアニメのクロスオーバー作品である『スーパーロボット大戦シリーズ』同様に、シミュレーションRPGとして開発された特撮ヒーローのクロスオーバー作品。同シリーズの演出・システムを継承しつつも、実写に近い劇画調のグラフィックなどリアリティーを追求して独自色を打ち出している。キャラクターボイスはないが、中江真司によるナレーションが吹き込まれている。

## あらすじ
冥王星の遥か先に10番目の惑星が発見された。人類は、この突如出現した謎の惑星を仮に「ナンバーテン」と呼称。地球上からはあらゆる調査が開始されたが、この謎の惑星に関する詳しいデータは得ることができなかった。
「ナンバーテン」の調査を続ける地球だったが、そんな地球に宇宙に漂う幾千の星から恐るべき侵略の魔の手が伸びようとしていた…。その事実を知った人類は国連決議により、ふたつの組織を編成し外敵に対抗しようとする。
「Terrestrial Defence Force」すなわち地球防衛軍、通称“TDF”
そして「Space Investigation and Defence Organization」宇宙調査防衛機構、通称“SIDO”
主に地球圏をTDF、火星から太陽系外周をSIDOが分担し、地球防衛の任に当たった。
宇宙からの侵略に備える一方で、SIDOは秘密裏にナンバーテンを調査するため、最新鋭宇宙要塞艦ナガーを宇宙に向けて発進させていた。しかし、ナガーとの連絡が途絶え、その行方を調査するも、ついにナガーを発見することができなかった。
それから3年後、ナンバーテンは何の痕跡を残すことなく突如として消失。地球の科学者たちがナンバーテンの正体に関してあらゆる議論を重ねたが、決定的な答えを見出だせないままに時は流れるのだった。
外宇宙からの侵略が激化しはじめていた地球では、指揮系統の統一という目的でTDFとSIDOを統合、新生TDFを頂点に地球上には様々な防衛調査機構が編成された。しかし、地球そのものにも悪の萌芽が芽生え始めていることを人類は、まだ、気がついていなかった。
そして12年の歳月が流れようとしていた…

## 登場作品
円谷プロダクション作品
- ウルトラマン
- ウルトラセブン
- 帰ってきたウルトラマン

東映作品
- ジャイアントロボ
- 仮面ライダー
- 人造人間キカイダー
- キカイダー01
- 仮面ライダーV3
- イナズマン
- イナズマンF
- 秘密戦隊ゴレンジャー
- 大鉄人17
- 宇宙刑事ギャバン
- 宇宙刑事シャリバン
- 宇宙刑事シャイダー
- 仮面ライダーBLACK
- 仮面ライダーBLACK RX

日本現代企画作品
- スーパーロボット レッドバロン

その他
- バンプレストオリジナル

## システム
スーパーロボット大戦シリーズのシステムがベースとなっているが、「精神コマンド」は存在せず、拠点の制圧や資材の概念などより本格的なウォーシミュレーションゲームのシステムを搭載している。
等身大ユニットと巨大ユニット間での戦闘の制限
ユニットには、等身大のSサイズユニットと、巨大なLサイズユニットの2種類が存在する。サイズの異なるユニットが戦闘を行う場合は、それぞれ専用の武器を用いなければ攻撃が不可能となっている。
変身
ヒーローは気力が上がることで変身が可能になるが、変身すると一部のキャラクターを除きENが各ターンごとに減少する。
特殊な地形
魔空空間、幻夢界、不思議時空が発生した際にその範囲内にいると、宇宙刑事とその関係者、ウルトラマン、カプセル怪獣、メタル系主人公とパートナー以外は行動不能になる。
防衛隊員のユニット化
本作では、味方ユニットは青色と緑色でマップ上に表記される。
青色で表記されるのは、主役級のヒーロー（例:仮面ライダー1号）やそのパートナー（例:アニー、荒井誠）が対象となる。
緑色で表記されるのは「支援部隊」と呼ばれる、科学特捜隊隊員（『ウルトラマン』）、ウルトラ警備隊隊員（『ウルトラセブン』）、MAT隊員（『帰ってきたウルトラマン』）、松原真理（『レッドバロン』）といった、特殊な身体能力を有していない防衛隊員。なお、ハヤタをはじめとする変身前のウルトラ戦士も緑色で表記される。
支援部隊は身体（ユニット）能力や武器攻撃力ではマップ上で青色で表記されるヒーロー達に劣るが、用いる武器の多くが気力を低下させる効果がある。また、射程の長いものが多く、戦闘員クラスの相手や、射程の短い怪人クラスの相手の気力を下げることもある。
また、拠点征圧は、支援部隊のみが可能である。
拠点制圧による資金・資材の確保
マップ上には「ランドマーク」と総称される拠点があり、シナリオが開始された段階では敵に占領されていることもある。「支援部隊」を拠点内に移動させると、「拠点征圧」したことになり、シナリオクリア後に入手する資金・資材が割り増しされる。
残弾の持ち越し
本作では、MAPをクリアしても武器の残弾数が補充されず、そのまま次のMAPへ持ち越される。そのため補充には、特定の場所で補給を受けるか、残弾数を回復させるアイテムを使用しなければならない。
資材
ユニットの改良や機体・アイテムの生産に必要であり、たとえ資金が充分でも、これが不足していれば改良も生産も不可能である。
「改良」と「成長」
本作では、身体（ユニット）能力や武器攻撃力の向上には二つの手法が存在する。資金や資材を費やすことで数値を上昇させる「改良」と、レベルアップによって数値を上昇させる「成長」である。ユニットごとに、身体能力と武器攻撃力の二部門に「改良」と「成長」のどちらか、あるいは両方が適用される。
（例）
- 仮面ライダー1号 - 身体能力は「改良」、武器攻撃力は「成長」が適用。
- アカレンジャー - 身体能力は「成長」、武器攻撃力は「改良」が適用。
- キカイダー - 身体能力、武器攻撃力の何れも「改良」が適用。
- イナズマン - 身体能力、武器攻撃力の何れも「成長」が適用。

資材を使った機体やアイテムの生産
資金と資材を消費することで、同じ機体・アイテムを複数入手することが出来る。
「博士」による機体やアイテムの開発
ゲームを進めると「博士」に分類されるユニットを仲間にすることが出来る。「博士」は戦闘に参加しないが、機体やアイテムを開発することが可能である。
まず一定額の資金・資材を投入し、戦闘フェイズにて一定ターン数を経過させると、その博士が開発していた機体やアイテムを生産することが可能になる。
なお、一度の開発に複数の博士を投入すると開発にかかるターン数を短縮できるが、その代わりに人数分の開発費を払わなければならない。
博士には得意な分野と不得意な分野があり、得意な分野に投入すると開発が早くなる。

## オリジナルキャラクター

### 主人公・ヒロイン
『スーパーロボット大戦シリーズ』では主人公を「スーパーロボット」、「リアルロボット」の2つに分類していたが、本作品では「バイオ系」（肉体を超能力などで変化させるタイプ）、「メタル系」（金属光沢のある強化服を身に纏うタイプ）の2つに分類している。バイオ系ではイナズマン、メタル系ではキカイダーのシナリオが展開される。
迫水 タクマ/融機鋼ルシファード（メタル系主人公）
戦闘船団国家ナガーの幹部だったが、ギャバンに敗北した際に洗脳が解けて正義に目覚める。シナリオ9「邪学者」あるいはシナリオ10「闘姫」においてグラビティファントムが使用可能になる。
サキ/ファディータ（メタル系パートナー）
タクマのパートナーで、タクマの姉、リョウコによって製作された有機ドロイド。変身前や移動した後の回復はできない。
叶 エイジ/ヴォルテックス（バイオ系主人公）
高火力、長射程を持つヒーロー。
日向 ラン/ヴェルヴェット→ヴェルヴェット・フューリー→ヴェルヴェット・リバース（バイオ系パートナー）
最初は変身できず、シナリオ16「EATER」から変身可能になる。変身前や移動した後の回復が可能。

### TDF
キタクラ班長

サワ隊長

アマモト隊員

アンドウ隊員

ウシオ隊員

オオムラ隊員

カツベ隊員

ヒラタ隊員

マナカ隊員

ヤナギヤ隊員

### 戦闘船団国家ナガー
鋼帝ゼファス/迫水キイチ
ナガーの総帥で、タクマ、リョウマ、リョウコの父親。
邪学者アプファロン/迫水リョウマ
タクマの兄。
闘姫アテファリナ/迫水リョウコ
タクマの姉で自らが製作した有機ドロイドに母親の名にちなんで「サキ」と名付ける。
ヴォルフィード/日向サトル
ヴォル細胞を植え付けられたランの兄。
ヴァルキュリア/簑島カオリ、ヴォルハザード/藤堂タツヤ
ヴォル細胞を植え付けられたランやサトルの友人。
ギガント、ギガント2
ナガーの戦闘員。ギガント2はギガントの強化型。
ケルバーン、ケルバーン2
ナガーの無人戦闘機。ケルバーン2はケルバーンの強化型。

### その他のオリジナルキャラクター
日向博士
サトルとランの父。
日向清次郎
サトルとランの祖父。

## 主な登場キャラクター
各登場人物達の詳しいキャラクター設定については各作品のページを参照。

### ヒーロー
本郷 猛/仮面ライダー1号
ショッカーの改造人間だったが、脳改造寸前に脱出する。
グレイサイキングとの戦闘の後、傷付いて倒れていたジローを修理した。
合体技ダブルライダーキックは2号とのコンビだけでなく、仮面ライダー同士ならどの組み合わせでも可能。
シナリオ18「ダブルライダー改造大作戦」に進むと新1号になる。
V3が登場した後に、一文字と共に（場所は違うが）一旦日本を離れる。
一文字 隼人/仮面ライダー2号
本郷を倒すためにショッカーに誘拐されて改造されるも、主人公たちの手によって救出される。
合体技ダブルライダーキックは1号とのコンビだけでなく、仮面ライダー同士ならどの組み合わせでも可能。
シナリオ18「ダブルライダー改造大作戦」に進むと新2号になる。
風見 志郎/仮面ライダーV3
本郷の後輩。ハサミジャガーに家族を虐殺され、怒りに燃えるが1号・2号をかばいデストロンの改造人間分解光線を浴びて瀕死の重傷を負う。1号と2号により改造され、以降は日本の平和を守るために戦う。
合体技ダブルライダーキックは仮面ライダー同士ならどの組み合わせでも可能。
結城 丈二/ライダーマン
シナリオ31「復讐の戦鬼」に進むと仲間になる。シナリオ62「栄光のライダー4号」では、条件によって、ヨロイ元帥（ザリガーナ）と一騎討ちをすることが可能であり、ヨロイ元帥を倒すと博士になる。
合体技ダブルライダーキックは仮面ライダー同士ならどの組み合わせでも可能。
南 光太郎/仮面ライダーBLACK→仮面ライダーBLACK RX/ロボライダー/バイオライダー
新命 明（アオレンジャー）からのヘリコプターパイロットへの誘いを断るとRXに覚醒する。
RXは太陽エネルギーにより、昼間は各ターンごとにENが回復し、夜は減少する。
合体技ダブルライダーキックは仮面ライダー同士ならどの組み合わせでも可能。
原作と違ってロードセクターやライドロンが登場しないため、マシンの乗り分けはできない。
ジロー/キカイダー
シナリオ8「人造人間」でダークで働かされている光明寺博士を助けるために登場。キカイダー01とビジンダーと合体攻撃が可能。ただし、キカイダー01との合体攻撃であるダブルブラザーパワーは原作と違って使用できない（ジャイアントデビル（後述）の破壊も不可）。
原作と同様にサイドマシン（サイドカー）を持つが、飛行や他ユニットの同乗は不可。
イチロー/キカイダー01
シナリオ15「兄弟の絆」で、ジローがハカイダーとの戦いでピンチに陥っている時に仏像のなかから登場する。
キカイダー01は太陽電池により、昼間は各ターンごとにENが回復し、夜は減少する。キカイダー・ビジンダーとの3ユニットによる合体攻撃が可能だが、原作と違ってキカイダー単独やビジンダー単独との合体攻撃は使用できない（ジャイアントデビル（後述）の破壊も不可）。
原作と同様にダブルマシーンを持つが、飛行や他ユニットの同乗は不可。
マリ/ビジンダー
シナリオ27「天使?悪魔?ビジンダー出現」で初登場。シナリオ58「剣豪ワルダー暁に死す」で「ワルダーらしい」を選択すると仲間にできる。キカイダー兄弟と合体攻撃が可能だが原作と違って01単独との合体攻撃の使用はできない。
原作と違って専用マシンを持たないため、これによる移動はできない。
渡 五郎/イナズマン→イナズマンF
超能力を持つ新人類。シナリオ25「想い出の母」でバラバンバラの研究所制圧を阻止するとイナズマンFに進化する。逆転チェストでシーゴラスとシーモンスによる津波を防ぐシーンがある。
サナギマンを経てからイナズマンに変身する。逆転チェストは特殊技能になっており、気力130以上になると一定の確率で全ての攻撃を相手にそのまま跳ね返すことができる。
一条寺 烈/宇宙刑事ギャバン
メタル編のシナリオ1「地球に堕ちてきた男」でルシファードと対決する。
危機に陥った際には所有する戦闘母艦で空中へ逃れることができる。ムービー中に電子星獣ドルが登場するが、ゲーム本編では使用出来るのはドルギラン形態のみ。
伊賀 電/宇宙刑事シャリバン
シナリオ19「ゲルダム団」のラストでガニコウモルを本郷猛（ライダー1号）が止めを刺すことで専用のシナリオをプレイできる。
危機に陥った際には所有する戦闘母艦で空中へ逃れることができる。
沢村 大/宇宙刑事シャイダー
シナリオ19「ゲルダム団」のラストでガニコウモルを一文字隼人（ライダー2号）が止めを刺すことで専用のシナリオをプレイできる。
危機に陥った際には所有する戦闘母艦で空中へ逃れることができる。
宇宙刑事で唯一Lユニットを攻撃可能な技「ビッグマグナム」を持つ。
ウルトラ戦士
原作では3分しか活動できない設定のウルトラ戦士は、その設定を反映して、ウルトラマンの姿では3ターン目でカラータイマーが点滅し、1ターンごとにENを80消費する。4ターン目を迎えたりENが0になると強制的に元の姿に戻る（ウルトラセブンは7ターン)。
ハヤタ/ウルトラマン
シナリオ22「ウルトラ作戦第一号」でスペシウム光線を使用するか否かでストーリーが分岐する。
モロボシ・ダン/ウルトラセブン
カプセル怪獣という専用の強化パーツがあり、装備するとアギラ・ウインダム・ミクラスを呼び出すことができる。
郷 秀樹/ウルトラマンジャック（帰ってきたウルトラマン）
セブンに先駆けて登場。子供と犬をかばい落命した郷秀樹に乗り移り、一心同体となる。他のヒーローと違い、一度倒されることで変身する。また、原作と違って最後まで任意で変身できない設定になっている。
ゾフィー
シナリオ52「黄昏の死闘」をクリアしていない状態でシナリオ72「さらばウルトラマン」をクリアすると特定のシナリオで使用可能。
他のウルトラ戦士と違って飛行能力はなく（原作は飛行可能）、また元の姿もないため4ターン目を迎えたりENが0になるといなくなる。
秘密戦隊ゴレンジャー
他のSユニットと同じ変身ヒーローだがゲーム本編で登場するのは変身後のみ。
原作と違ってゴレンジャーマシーン・スターマシーン・バリキキューンよる移動はできず、またキレンジャー（大岩 大太）は二代目との交代はない。彼にアミーゴのカレーをおごるか否かでストーリーが分岐する。
出撃ユニット数が限られているストーリーが多い関係上、ゴレンジャー関連のストーリー以外は5人全員が出撃できる機会は極めて少ない。
草間 大作とジャイアントロボ
操縦者の大作が倒されたり彼から離れ過ぎると行動不能になる。
紅 健とレッドバロン
操縦者の健は直接レッドバロンに乗り込んでいるので、遠隔操縦のジャイアントロボやワンセブンのように行動不能となることはない。
南 三郎とワンセブン
操縦者の三郎が倒されたり彼から離れ過ぎると行動不能になる。本編のワンセブンは要塞形態（シナリオのみの登場）・飛行形態・戦闘形態のみ。原作と違って三郎のサブマシーンによる移動はできず、ワンセブンの戦闘飛行形態やシグコンタンクの設定はない。シグコンジェットも作中に登場するがイベントのみ。

### サポートメンバー
ヒーローとは別の攻撃ユニットとして登場している人達。
松原真理

荒井誠

ベル・ヘレン

アニー

科学特捜隊

ウルトラ警備隊

MAT

### 博士
荒木博士

イデ
『ウルトラマン』の科学特捜隊の隊員。
「イデ隊員」として登場するが、シナリオ68「星空に愛をこめて」で博士になることを選ぶと「イデ博士」になる。
岩本博士

大田黒博士

黒田博士

光明寺博士
ジローと別れた後、記憶喪失になって彷徨っていたところをアンヌ隊員に保護される。アンヌ隊員をミツコと勘違いしたりもしたが、戦闘のさなかにどこかへ姿を消す。
光明寺ミツコ

佐原博士

白川博士

田所博士

土田博士

D・アンダーソン博士

並川博士

前野博士

三神博士

矢沢博士

結城 丈二
前述のシナリオ62「栄光のライダー4号」の条件を果たすと博士になる。

湯島博士

友里 源三郎
『ウルトラセブン』に登場したアンヌ隊員の祖父。
横江川助教授

## ウルトラ怪獣
宇宙怪獣ベムラー
シナリオ22「ウルトラ作戦第一号」で初登場。ベムラーをスペシウム光線で倒すか否かで前者だと宇宙刑事ルート、後者だと仮面ライダールートに分岐する。
宇宙忍者バルタン星人
シナリオ28「侵略者を撃て」で初登場。このシナリオは宇宙刑事ルートでのみプレイ可能で、メタル系ルートのシナリオ77「セブン暗殺計画後編」にも登場する。
凶悪宇宙人ザラブ星人
仮面ライダールートのシナリオ30「偽りの巨人」で初登場。メタル系ルートのシナリオ37「禁じられた言葉」にも登場する。後者は巨大友里アンヌに化けて登場するが正体判明前にこれを倒すとゲームオーバーになってしまう。
にせウルトラマン
仮面ライダールートのシナリオ30「偽りの巨人」に登場。ザラブ星人が化けた姿。
どくろ怪獣レッドキング
シナリオ34「怪獣総進撃」で初登場。帰ってきたウルトラマンルートのシナリオ46「不死鳥は翔んだ」にも登場。シナリオ72「さらばウルトラマン」にも登場する。
オイル怪獣タッコング
シナリオ34「怪獣総進撃」で初登場。帰ってきたウルトラマンルートのシナリオ46「不死鳥は翔んだ」にも登場。
台風怪獣バリケーン
シナリオ34「怪獣総進撃」で初登場。バイオ系主人公でシナリオ46「不死鳥は翔んだ」で「カレーをおごる」を選択すると、シナリオ79「ウルトラの星光るとき後編」にも登場する。
変身怪人ピット星人
シナリオ36「ウルトラ警備隊７番目の男」にシナリオのみ登場。
宇宙怪獣エレキング
シナリオ36「ウルトラ警備隊７番目の男」で初登場。帰ってきたウルトラマンルートのシナリオ46「不死鳥は翔んだ」にも登場。シナリオ72「さらばウルトラマン」にも登場する。
悪質宇宙人メフィラス星人
メタル系ルートのシナリオ37「禁じられた言葉」に登場。
宇宙忍者バルタン星人二代目
メタル系ルートのシナリオ37「禁じられた言葉」で初登場。メタル系ルートのシナリオ77「セブン暗殺計画後編」にも登場する。前者は巨大アニーに化けて登場するが正体判明前にこれを倒すとゲームオーバーになってしまう。
ミイラ怪人ミイラ人間
バイオ系ルートのシナリオ38「ミイラの叫び」に登場。ウルトラ怪獣系で唯一のSユニット。
ミイラ怪獣ドドンゴ
バイオ系ルートのシナリオ38「ミイラの叫び」で初登場。シナリオ72「さらばウルトラマン」にも登場する。
古代怪獣キングザウルス三世
帰ってきたウルトラマンルートのシナリオ46「不死鳥は翔んだ」で初登場。シナリオ72「さらばウルトラマン」にも登場する。
策略宇宙人ペダン星人
シナリオ51「地球防衛会議」にシナリオのみ登場。
宇宙ロボットキングジョー
シナリオ51「地球防衛会議」に登場。
宇宙大怪獣ベムスター
シナリオ52「黄昏の死闘」で初登場。このシナリオはシナリオ46「不死鳥は翔んだ」で「カレーをおごらない」を選択するとプレイ可能。また、バイオ系でこのシナリオに進むとシナリオ79「ウルトラの星光るとき後編」にも登場する。
宇宙蝦人間ビラ星人
シナリオ56「超兵器Ｒ１号」に登場。
再生怪獣ギエロン星獣
シナリオ56「超兵器Ｒ１号」で初登場。シナリオ72「さらばウルトラマン」にも登場する。
伝説怪獣ウー
シナリオ64「まぼろしの雪山」に登場。このシナリオはシナリオ46「不死鳥は翔んだ」で「カレーをおごらない」を選択するとプレイ可能。
雪女怪獣スノーゴン
シナリオ64「まぼろしの雪山」に登場。このシナリオはシナリオ46「不死鳥は翔んだ」で「カレーをおごらない」を選択するとプレイ可能。
棲星怪獣ジャミラ
シナリオ68「星空に愛をこめて」に登場。
燐光怪獣グラナダス
シナリオ68「星空に愛をこめて」に登場。
軍艦ロボットアイアンロックス
レッドバロンルートのシナリオ70「大海戦」に登場。原作と違って14体ものユニットで登場する。誘爆能力を持っており、これを倒すと周囲の隣接するユニットに（敵にも）ダメージを与える。
竜巻怪獣シーゴラス
シナリオ72「さらばウルトラマン」で初登場。バイオ系ルートのシナリオ78「ウルトラの星光るとき前編」にも登場する。
津波怪獣シーモンス
シナリオ72「さらばウルトラマン」で初登場。バイオ系ルートのシナリオ78「ウルトラの星光るとき前編」にも登場する。
変身怪人ゼットン星人
シナリオ72「さらばウルトラマン」でシナリオのみ登場。
宇宙恐竜ゼットン
シナリオ72「さらばウルトラマン」で初登場。バイオ系ルートのシナリオ79「ウルトラの星光るとき後編」にも登場する。
分身宇宙人ガッツ星人
メタル系ルートのシナリオ76「セブン暗殺計画前編」とシナリオ77「セブン暗殺計画後編」に登場。
ロボット超人にせウルトラセブン
メタル系ルートのシナリオ77「セブン暗殺計画後編」に登場。本作ではサロメ星人ではなくガッツ星人に作られたロボットとして登場する。
ロボット怪獣ビルガモ
メタル系ルートのシナリオ77「セブン暗殺計画後編」に登場。原作と違って「名前にJr.が付かないバルタン星人」に作られたロボットとして登場する。
用心棒怪獣ブラックキング
バイオ系ルートのシナリオ78「ウルトラの星光るとき前編」とシナリオ79「ウルトラの星光るとき後編」に登場する。
暗殺宇宙人ナックル星人
バイオ系シナリオ79「ウルトラの星光るとき後編」に登場する。

## ショッカー
秘密結社ショッカーの怪人。蜘蛛男、蝙蝠男、サソリ男、蜂女、ゲバコンドルが登場。何度死んでも蘇り、ヒーローたちの行く手を阻む。
ゾル大佐
ショッカーの中東支部幹部。狼男に変身し、2号ライダーと対決する。
死神博士
ショッカーのヨーロッパ本部所属の幹部。イカデビルに変身する。
地獄大使
ショッカーの東南アジア支部幹部。ガラガランダに変身する。一度は裏切ったふりをしてライダーたちに接近するも、見破られて倒される。

## ゲルショッカー
ブラック将軍
ゲルショッカーの幹部。ヒルカメレオンに変身する。
ガニコウモル
ゲルショッカー唯一の怪人。一度は倒され、ブラック将軍の手により数十倍に強化されてヒーローたちに再度挑戦するも、あっさり返り討ちにされる。
ショッカーライダーNo.1～6
ゲルショッカーが作った6人のにせ仮面ライダー。原作では使用されなかった彼らの特殊能力が再現されている。

## ダーク
グレイサイキング
キカイダーと最初に戦ったダークロボット。
カイメングリーン
良心回路の秘密を聞き出そうと、光明寺博士が造ったロボット、ジンベエを拷問にかける。
バイオレットサザエ
カイメングリーンとともに良心回路の秘密を探る。原作同様、人間態とロボット態の二つの姿を持つが、ゲーム本編での戦闘はない。
プロフェッサー・ギル
ダークを率いるロボット工学者。彼が悪魔の笛を吹いてジローを苦しめるシナリオが存在する。
サブロー/ハカイダー
シナリオ14「機械仕掛けの苦悩」で初登場。脳の血液を交換する必要があるため、基本的に3ターンで撤退する。また、彼を倒すとゲームオーバーになってしまう。原作と違い、キカイダー01、ビジンダー、ワルダーが登場しても、最後までハカイダーのままである。また、ギルに殺意を抱く原因も、他の奴にキカイダーを倒されたことではなく、マリに「キカイダーを倒して、その後あなたはどうするの?」と質問されてうろたえたこととなっている。仲間にはならない。

## 世界大犯罪組織シャドウ
ワルダー
シナリオ58「剣豪ワルダー暁に死す」で「シャドウの罠かも…」を選択すると仲間にできる。ビジンダーより能力が高い。また、原作と違って専用マシンを持たないため、これによる移動はできない。
ジャイアントデビル
プロフェッサー・ギルが設計し、シャドウが建造した巨大人造人間。原作では心臓部完成目前でキカイダー兄弟に破壊されたのに対してゲーム本編では完全完成体になっており、通常のLユニットとして登場する。
原作と違ってキカイダー兄弟のダブルブラザーパワーは使用できないため、Lユニットや対Lユニット武器を持つSユニットでしか対応できない。

## シナリオ
シナリオは全部で86あるが、分岐があるため、1回のプレイでは全話を読むことができない。

### シナリオリスト
主人公がメタル系かバイオ系かによって、第1話が1（メタル系）か2（バイオ系）かに分岐。
- 1.地球に堕ちてきた男（→3へ）
- 2.歪められた命（→3へ）
- 3.ショッカーの陰謀
- 4.恐怖の新人類
- 5.もうひとりの仮面ライダー
- 6.少年とロボ
- 7.猛攻!ショッカー日本支部
- 8.チェイス!宇宙刑事ギャバン（メタル系のみ→9or10へ）
- 9.邪学者（メタル系）
- 10.闘姫（メタル系）
- 11.人造人間
- 12.三つ巴の戦い
- 13.地獄からの使者
- 14.機械じかけの苦悩
- 15.兄弟の絆
- 16.EATER（バイオ系）
- 17.父よ
- 18.ダブルライダー改造大作戦
- 19.ゲルダム団
- 20.幻夢
- 21.不思議界
- 22.ウルトラ作戦第一号
- 23.五つの星が集う時
- 24.ブレイン暴走
- 25.想い出の母
- 26.ライダー3号　その名はV3!
- 27.天使?悪魔?ビジンダー出現
- 28.侵略者を撃て
- 29.偽りの巨人
- 30.復讐の戦旗
- 31.復讐の戦鬼
- 32.ゼーバー新たなる力
- 33.3 Years Ago（バイオ系）
- 34.怪獣総進撃
- 35.さらばバリブルーン
- 36.ウルトラ警備隊7番目の男
- 37.禁じられた言葉（メタル系）
- 38.ミイラの叫び（バイオ系）
- 39.世紀王ブラックサン
- 40.超合金バロニウム
- 41.心の声よ、君に届け
- 42.よみがえる剣聖
- 43.良心回路（メタル系）
- 44.ガイゼルの挑戦（バイオ系）
- 45.暗闇への序曲
- 46.不死鳥は翔んだ
- 47.カゴの中の小鳥
- 48.運命の王子
- 49.鋼帝襲来（メタル系）
- 50.極東基地SOS（バイオ系）
- 51.地球防衛会議
- 52.黒き十字架
- 53.黄昏の死闘
- 54.その名はワンエイト
- 55.アニーにおまかせ
- 56.超兵器R1号
- 57.創世王の最期
- 58.剣豪ワルダー暁に死す（メタル系）
- 59.デスパーシティ崩壊（バイオ系）
- 60.再会
- 61.慟哭
- 62.栄光のライダー4号
- 63.奇跡のキングストーン
- 64.真っ赤な大勝利
- 65.まぼろしの雪山
- 66.さらば愛する弟よ
- 67.赤射・蒸着・焼結
- 68.星空に愛をこめて
- 69.覚醒のRX
- 70.大海戦
- 71.夜の運河に消えて
- 72.さらばウルトラマン
- 73.宇宙へと放つ矢（メタル系）
- 74.次元歪曲フィールド（バイオ系）
- 75.災いの流星
- 76.セブン暗殺計画（前編）（メタル系）
- 77.セブン暗殺計画（後編）（メタル系）
- 78.ウルトラの星光るとき（前編）
- 79.ウルトラの星光るとき（後編）
- 80.永遠のライダー
- 81.託される想い（メタル系）
- 82.最後の願い（メタル系）
- 83.ファイナルミッション（メタル系）
- 84.激昂の闘姫（バイオ系）
- 85.聖夜（バイオ系）
- 86.明日へ（バイオ系）

## 主題歌
君は閃光☆THUNDERBOLT~スーパー特撮大戦2001
作詞 - 工藤哲雄 / 作曲・編曲 - 高梨康治 / 歌 - 串田アキラ
「スーパー特撮大戦2001 オリジナルサウンドトラック&アレンジ」（2001年9月19日発売）に収録されている。

## 関連商品

### 攻略本
- プレイステーション必勝法スペシャル スーパー特撮大戦2001 ISBN 9784766939354
- スーパー特撮大戦2001 完全攻略ガイド ISBN 9784840219129
- スーパー特撮大戦2001 公式完全ガイドブック ISBN 9784883771172

### CD
- スーパー特撮大戦2001 オリジナル・サウンドトラック&アレンジ